# Тибарин
Тибарин — тунисский сладкий финиковый (как считается, рецепт держится в секрете) ликёр. Содержит алкоголь, сахар и растения. Крепость 40 %.
В современном виде ликёр был создан в колониальную эпоху французскими католическими миссионерами в Северной Африке, известными как Белые отцы, в 1940-х годах (существуют и другие версии, согласно которым это произошло в XIX веке). Производится ликер в монастыре поблизости от тунисского города Тибар (фр). В 1960-е годы монастырские земли в окрестностях Тибара были национализированы Хабибом Бургибой — первым президентом независимого Туниса. 
Тибарин следует подавать комнатной температуры либо со льдом, в качестве аперитива или дижестива.